# Lupinus punto-reyesensis
Lupinus punto-reyesensis är en ärtväxtart som beskrevs av Charles Piper Smith. Lupinus punto-reyesensis ingår i släktet lupiner, och familjen ärtväxter. Inga underarter finns listade i Catalogue of Life.